# Mars (série télévisée)
Mars est une docufiction américaine en douze épisodes de 42 minutes créée par Ben Young Mason et Justin Wilkes, basée sur le roman How We'll Live on Mars par Stephen Petranek, et diffusée entre le 14 novembre 2016 et le 17 décembre 2018 sur National Geographic Channel ainsi que sur la chaîne FX. La série est disponible en streaming depuis le 1er novembre 2016.
La série est un mélange de véritables interviews et de l'histoire d'une équipe d'astronautes qui atterrit sur Mars.
En France, la série est diffusée depuis le 20 novembre 2016 sur National Geographic et en clair depuis le 28 décembre 2017 sur la chaîne numéro 23. Elle reste inédite dans les autres pays francophones.

## Synopsis
En 2033, un équipage de six astronautes décolle à bord du vaisseau Daedalus en direction de la planète Mars, afin de devenir les premiers à poser le pied sur la planète rouge. Une fois sur place, ils doivent subir différentes épreuves telles que la mort du commandant de la mission ou bien des difficultés d'alimentation électrique.
En parallèle de la fiction, des reportages réalisés en 2016 sont diffusés. Les difficultés d'un voyage vers Mars sont présentées par des scientifiques et ingénieurs, notamment Elon Musk, Andy Weir, Robert Zubrin, et Neil deGrasse Tyson.

## Distribution
La distribution concerne uniquement la partie fictionnelle de la série.

### Acteurs principaux
- Ben Cotton (VF : Éric Herson-Macarel) : Ben Sawyer, commandant de la mission (saison 1) ()
- Jihae (VF : Isabelle Desplantes) : Hana Seung, pilote puis commandante de la mission et sa sœur jumelle Joon Seung, directrice du centre de contrôle de mission sur Terre, plus tard secrétaire-générale d’International Mars Science Foundation, l'organisation internationale qui finance l'expédition martienne. ()
- Clémentine Poidatz (VF : elle-même) : Amélie Durand, médecin et biochimiste ()
- Sammi Rotibi (VF : Fabien Jacquelin) : Robert Foucault, ingénieur et roboticien ()
- Alberto Ammann (VF : Stéphane Miquel) : Javier Delgado, hydrologiste et géochimiste ()
- Anamaria Marinca (VF : elle-même) : Marta Kamen, exobiologiste et géologue ()
- Olivier Martinez (VF : Xavier Béja) : Ed Grann, directeur général de MMC (saison 1)
- Cosima Shaw (VF : Marie-Ève Dufresne) : Leslie Richardson, chercheur et secrétaire générale de l'IMSF
- Jeff Hephner (VF : Fabrice Josso) : Commandant Kurt Hurrelle (saison 2)

### Acteurs récurrents
- John Light (VF : Sylvain Agaesse) : Paul Richardson (saison 1)
- Nick Wittman (VF : Mark Lesser) : Olivier (depuis la saison 1)
- Kata Sarbó (VF : Marine Jolivet) : Ava Macon (saison 1)
- Evan Hall (VF : Rémi Caillebot) : Shep Marster (saison 2)
- Esai Morales (VF : Vincent Violette) : Roland St. John (saison 2)
- Levi Fiehler (VF : Thibaut Lacour) : Cameron Pate (saison 2)
- Gunnar Cauthery (VF : Olivier Chauvel) : Mike Glenn (saison 2)
- Roxy Sternberg (VF : Déborah Claude) : Jen Carson (saison 2)
- Akbar Kurtha (VF : Luc Boulad) : Dr Jay Johar (saison 2)

### Commentateurs scientifiques/journalistiques
- Elon Musk (VF : Laurent Morteau)
- Andy Weir
- Casey Dreier
- Robert Zubrin
- Susan Wise Bauer (VF : Alexia Lunel)
- Ann Druyan (VF : Armelle Gallaud) et (VF : Chantal Baroin)
- Amiko Kauderer (VF : Chantal Baroin)
- Kim Stanley Robinson (VF : Georges Caudron)
- Joseph Levy (VF : Thierry Kazazian)
- Neil deGrasse Tyson (VF : Jean-Jacques Nervest)
- Charles Elachi
- Newt Gingrich
- Jared Diamond
- John Grunsfeld
- Lucianne Walkowicz
- Ellen Stofan
- James Lovell
- Stephen Petranek
- Roger Launius
- Naomi Klein
- Pardis Sabeti
- Jennifer Heldmann
- Jedidah Isler
- Peter Diamandis

- Direction artistique : Paola Jullian (saison 1) / Juan Llorca (saison 2)[5]

 Source et légende : version française (VF) sur RS Doublage et Doublage Séries Database

## Production

### Développement
Le 13 janvier 2017, la série est renouvelée pour une deuxième saison.

### Fiche technique
- Titre original et français : Mars
- Création : Ben Young Mason, Justin Wilkes
- Réalisation : Ron Howard
- Scénaristes : Ben Young Mason, Justin Wilkes, André Bormanis, Mickey Fisher, Karen Janszen, Stephen Petranek, Jonathan Silberberg, Paul Solet.
- Direction artistique : Karen Wakefield
- Décors : Thomas Anthony Lowthion[7]
- Costumes : Daniela Ciancio[7]
- Photographie : Damián García[7]
- Montage : Joshua L. Pearson[7]
- Casting : Mandy Sherman, Suzanne Smith
- Musique : Nick Cave[7] & Warren Ellis
- Production : Ron Howard, Brian Grazer, Michael Rosenberg[7]
- Sociétés de production : Imagine Entertainment, Radical Media, LLC[7]
- Sociétés de distribution : National Geographic[7]
- Budget : Non communiqué
- Pays d'origine : États-Unis
- Langue originale : anglais
- Format : couleur, 16:9 Full HD
- Genre : Docu-fiction
- Nombre de saisons : 2
- Nombre d'épisodes : 12
- Durée : 12 x 45 minutes
- Dates de première diffusion : 1er novembre 2016 (streaming) ; 14 novembre 2016 (diffusion TV)***

## Épisodes
- Making Mars (dans les coulisses de la réalisation)
- Before MARS (préquel)

### Première saison (2016)
1. Nouveau Monde (Novo Mundo)
2. Les Pieds sur mars (Grounded)
3. Baisse de pression (Pressure Drop)
4. Action ! (Power)
5. Isolement extrême (Darkest Days)
6. Croisée des chemins (Crossroads)

### Deuxième saison (2018)
1. Nous ne sommes pas seuls (We Are Not Alone)
2. La tension monte (Worlds Apart)
3. L'Arrivée des ténèbres (Darkness Falls)
4. Contagion (Contagion)
5. Jeu de pouvoir (Power Play)
6. Le Séisme (The Shakeup)

## Accueil

### Audience
C'est environ 36 millions de téléspectateurs que la première saison a réussi à attirer.

### Réception critique
Mars a reçu des appréciations mitigées de la part des critiques. Elle reçoit un pourcentage d'appréciation de 63% sur Rotten Tomatoes avec un score moyen de 7,3/10 basé sur 16 critiques ; le consensus critique constate : « La direction de Ron Howard garantit que Mars est une entreprise attrayante, même si le spectacle lutte pour équilibrer ses éléments documentaires et fictifs ». Sur Metacritic, la série a reçu un score de 59 sur 100 basé sur 14 critiques, indiquant des « critiques mitigées ou moyennes ».